# Бродок (Бердичівський район)
Бродок — колишній хутір у Бистрицькій волості Бердичівського повіту Київської губернії та Кустинській сільській раді Махнівського (Бердичівського) і Бердичівського районів Бердичівської округи.

## Населення
Відповідно до перепису населення СРСР 17 грудня 1926 року, чисельність населення становила 38 осіб, з них, за статтю: чоловіків — 20, жінок — 18; за етнічним складом — поляки. Кількість домогосподарств — 7.

## Історія
Заснований у 1908 році. До 1923 року входив до складу Бистрицької волості Бердичівського повіту Київської губернії. 1923 року включений до складу новоствореної Кустинської сільської ради Бердичівського (згодом — Махнівський) району Бердичівської округи. 17 червня 1925 року, в складі сільської ради, увійшов до нового Бердичівського району Бердичівської округи. За іншими даними — показаний в складі Кустинської сільської ради 17 грудня 1926 року. Відстань до центру сільської ради, села Кустин — 1,5 версти, до районного та окружного центру, міста Бердичів — 8 верст, до найближчої залізничної станції, Демчин — 6,5 версти.
Знятий з обліку населених пунктів до 1 жовтня 1941 року.